# Stig Inge Bjørnebye
Stig Inge Bjørnebye, född 11 december 1969 i Elverum, är en norsk före detta fotbollsspelare och tränare. Han spelade under åtta år för engelska Liverpool. För det norska landslaget gjorde han 75 landskamper och var med i VM 1994, VM 1998 samt EM 2000.
Han är son till Jo Inge Bjørnebye, en backhoppare, som deltog i två OS.

## Spelarkarriär

### Klubblag
Efter att ha spelat i mindre klubbar som Elverum och Strømmen IF kom Bjørnebye till Kongsvinger 1989. Efter tre säsonger med Kongsvinger så lämnade han för Rosenborg BK, där han direkt var med om att vinna både Tippeligaen och den norska cupen, där han gjorde det avgörande målet i finalen mot Lillestrøm SK.
1992 värvades Bjørnebye till Liverpool för 600,000 pund. Han gjorde debut i Liverpools 1-5-förlust mot Coventry City 19 december 1992. Bjørnebye hade dock svårt att anpassa sig till Premier League och lånades därför tillbaka till Rosenborg 1994. När han kom tillbaka lossnade det för norrmannen som tog en ordinarie plats i laget och 1995 var han med om att vinna ligacupen efter en 2-1-vinst mot Bolton Wanderers i finalen. Några dagar efter Ligacupvinsten så bröt dock Bjørnebye benet i en match mot Southampton, vilket spolierade hela säsongen 1995/96.
Bjørnebye var tillbaka i laget till säsongen 1996/97 då han gjorde sitt första mål för klubben när Liverpool spelade 3-3 med Middlesbrough. I slutet av säsongen kom han med i årets lag tillsammans med lagkamraterna Steve McManaman och Mark Wright. När Gérard Houllier tog över som tränare i Liverpool så köptes Steve Staunton in och speltiden för Bjørnebye minskade. 2000 lånades han ut till danska Brøndby IF, som kom två i Superligaen.
Efter säsongen så lämnade han Liverpool permanent då klubbens förra manager Graeme Souness köpte honom till Blackburn Rovers för 300,000 pund. Blackburn, som då låg i Championship, gick upp till Premier League under Bjørnebyes första säsong i klubben. Han gjorde sitt första mål för klubben i en 2-2-match mot Portsmouth 11 november 2000. Han var med om att vinna Ligacupen även med Blackburn, då man vann med 2-1 mot Tottenham Hotspur i finalen 2002. Han drabbades senare av skador och beslutade i mars 2003 att avsluta sin karriär.

### Landslag
Stig Inge Bjørnebye gjorde debut för Norges landslag 31 maj 1989 i en match mot Österrike. Under VM 1994 och VM 1998 spelade Bjørnebye Norges samtliga sju matcher. Bjørnebye gjorde sin sista internationella match mot Wales 7 oktober 2000, och gjorde totalt 76 landskamper och ett mål.

#### Internationella mål
| Nr | Datum            | Plats                 | Motståndare | Mål | Resultat | Tävling       |
| -- | ---------------- | --------------------- | ----------- | --- | -------- | ------------- |
| 1. | 8 september 1993 | Ullevål Stadion, Oslo | USA         | 1–0 | 1–0      | Vänskapsmatch |

## Tränarkarriär
Efter att spelarkarriären tog slut så blev Bjørnebye assisterande tränare i det norska landslaget under ledning av Åge Hareide 2003. Där var han i tre år innan han blev huvudtränare i IK Start, då han efterträdde Tom Nordlie. Där var han i två säsonger innan han fick sparken efter en rad dåliga resultat, som gjorde att Start riskerade att åka ur Tippeligaen.

## Meriter
Rosenborg BK
- Tippeligaen: 1992, 1994[21]
- Norska cupen: 1992[22]

Liverpool
- Engelska Ligacupen: 1995[2]

Blackburn Rovers
- Engelska Ligacupen: 2002[21]